# Neritos
Neritos é um gênero de traça pertencente à família Arctiidae.